# Ruth de Bock
Ruurdtje Hieke (Ruth) de Bock (Haarlem, 12 november 1964) is een Nederlands jurist. De Bock is advocaat-generaal bij de Hoge Raad der Nederlanden.
De Bock studeerde rechten en wijsbegeerte aan de Universiteit Utrecht. Van 1990 tot 1993 was ze advocaat bij Buruma & Maris (nu Houthoff) te Den Haag. Van 1993 tot 1996 was ze stafjurist, later gerechtsauditeur en rechter-plaatsvervanger bij de Rechtbank Assen, waar ze in 1996 werd benoemd tot rechter. In 2000 werd ze benoemd tot raadsheer bij het Gerechtshof Leeuwarden, waar ze in 2008 vicepresident werd. In 2009 stapte ze over als vicepresident (later senior raadsheer) naar het Gerechtshof Amsterdam.
Op 31 mei 2011 promoveerde De Bock cum laude aan Tilburg University op het proefschrift Tussen waarheid en onzekerheid. Over het vaststellen van feiten in de civiele procedure; promotoren waren Jan Vranken en Leo Damen. Op 1 februari 2016 werd De Bock benoemd tot advocaat-generaal bij de Hoge Raad der Nederlanden, sectie civiel recht. In september van datzelfde jaar werd ze benoemd tot bijzonder hoogleraar "Bijzondere aspecten van het privaatrecht" (Bregstein-leerstoel) aan de Universiteit van Amsterdam. Op 22 juni 2017 hield ze daar haar oratie De toekomst van de civiele rechtspraak, een pleidooi om de rechter niet te ontlasten. Sinds ze deeltijdhoogleraar civiele rechtspleging aan de UvA.
Sinds 1 juli 2022 is De Bock tevens raadsheer-plaatsvervanger in de Centrale Raad van Beroep, wat ze eerder al van 2002 tot 2016 was. Tevens is ze lid van de Commissie van Beroep van het Klachteninstituut Financiële Dienstverlening (Kifid).
Bestuur van de Hoge Raad:
G. de Groot (president) · M.V. Polak · M.J. Kroeze ·  V. van den Brink · J. de Hullu · R.J. Koopman · M.E. van Hilten (vicepresidenten)

Eerste kamer:
G. de Groot · 
M.V. Polak · 
M.J. Kroeze (vzrs.) · 
A.E.B. ter Heide ·
F.J.P. Lock · 
G.C. Makkink · 
C.E. du Perron · 
F.R. Salomons · 
S.J. Schaafsma · 
C.H. Sieburgh · 
T.H. Tanja-van den Broek · 
K. Teuben · 
H.M. Wattendorff

Tweede kamer:
V. van den Brink · 
M.J. Borgers (vzrs.) · 
Y. Buruma · 
C. Caminada · 
J.C.A.M. Claassens · 
C.N. Dalebout · 
T. Kooijmans · 
M. Kuijer · 
A.E.M. Röttgering ·
A.L.J. van Strien ·
T.B. Trotman

Derde kamer:
M.E. van Hilten · 
J.A.R. van Eijsden (vzrs.) · 
M.T. Boerlage ·
P.A.G.M. Cools ·
E.F. Faase · 
M.W.C. Feteris · 
M.A. Fierstra · 
R.J. Koopman ·
E.N. Punt ·
A.E.H. van der Voort Maarschalk · 
J. Wortel

J.E.M. Polak (i.b.d.) · 
H.G. Sevenster (i.b.d.) · 
C.J. Borman (i.b.d.)

Parket:
F.W. Bleichrodt (procureur-generaal) · 
M.H. Wissink (plv. procureur-generaal) · 

Advocaten-generaal civiel:
B.F. Assink · 
R.H. de Bock · 
B.J. Drijber · 
T. Hartlief · 
F.F. Langemeijer (i.b.d.) · 
S.D. Lindenbergh · 
M.L.C.C. Lückers · 
G.R.B. van Peursem · 
E.B. Rank-Berenschot · 
G. Snijders · 
W.L. Valk · 
P. Vlas · 
E.M. Wesseling-van Gent 

Advocaten-generaal straf:
D.J.C. Aben · 
P.M. Frielink · 
A.E. Harteveld · 
E.J. Hofstee · 
B.F. Keulen · 
D.J.M.W. Paridaens · 
T.N.B.M. Spronken · 
P.C. Vegter (i.b.d.)

Advocaten-generaal belasting:
C.M. Ettema · 
R.L.H. IJzerman · 
R.E.C.M. Niessen · 
P.J. Wattel